# Mintaqah
Minṭaqah (in arabo منطقة‎? [ˈmintˤaqa]; al plurale مناطق manāṭiq [maˈnaːtˤiq]) è il termine utilizzato per designare una divisione amministrativa di primo livello in Arabia Saudita e in Ciad e per una divisione amministrativa di secondo livello in alcuni altri Paesi Arabi. Spesso è tradotto come regione o distretto, ma il significato letterale è "regione" o "area".

## Usi
- Regioni del Bahrein (di primo livello, sostituite dai governatorati)
- Regioni dell'Oman (di primo livello insieme ai governatorati, ora soltanto governatorati)
- Regioni del Chad (di primo livello)
- Province dell'Arabia Saudita (di primo livello, sopra ai governatorati)
- Distretti della Siria (di secondo livello, sotto i governatorati) - Il mintaqah in Siria veniva prima chiamato qadaa.
- Distretti di Israele (di primo livello)